# Tundra
A tundra olyan terület, ahol a fák növését meggátolja az alacsony hőmérséklet és a túl rövid termékeny évszak (gyakran csak 2-3 hónap, de nem minden esetben). Két fő típusa a sarkvidéki és a hegyi (alpesi) tundra. A sarkvidéki tundra főleg a Jeges-tenger partvidékére és szigeteire jellemző, majdnem egyszintű övezet; a déli féltekén alig van jelen. A hegyi (alpesi) tundra a magashegységek felső régióiban található meg és a hóhatáron végződik, ott ahol a hó és a jég nyáron is megmarad.
A globális felmelegedés hatására a tundraövezet a sarkok felé tolódik.

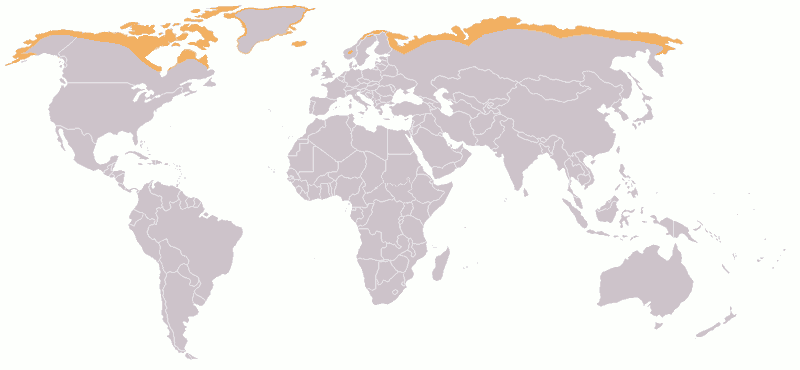
Az Arktisz tundraövezete a világtérképen

## Nevének eredete
A tundra szó az orosz тундра (tûndra) kifejezésből ered, amely pedig a kildin számi szóból származik:  тӯндар (tūndâr), jelentése: „fátlan hegyvidék” vagy „felföld”. Francia etimológiai források azt állítják, hogy a nyugati nyelvekbe átkerült orosz szó a finn-számi "tunturi" szóból ered, mely jelentése „kopár hegy” vagy „kopár hegyhát”.

## Határai, elterjedése
A sarki jégsapkákat nem különítik el önálló biomnak annak ellenére, hogy (főleg vizeik) nem teljesen élettelenek. Mivel azonban élőviláguk rendkívül szegényes és döntően szezonális, többnyire ez utóbbi részeként tárgyalják őket. Átmenetük a tundra felé folyamatos, ezért határvonalukat többnyire nem az élővilág valamely jellemzője alapján húzzák meg, hanem egy mesterséges, éghajlati paraméter alapján: a legmelegebb hónap átlaghőmérsékletének 0°C-os izotermáján belül van a jégsapka, azon kívül a tundra (Keveiné). Az Antarktisz és Grönland szárazföldi jégsapkáját a WWF a sivatagok közé sorolja, ezek az ún. jégsivatagok.
A tundra a szárazföldi területeken az összefüggő, széles övben fogja körül az északi jégsapkát. A déli jégsapka viszont nemcsak hogy lefedi szinte a teljes Antarktiszt, de nagy területeken még túl is terjeszkedik rajta. Ezért itt tundra jellegű növényzet csak foltosan — leginkább a Graham-föld egyes részein és a környező, még az Antarktikus faunabirodalomhoz sorolt szigeteken.
A fentiekből adódóan a tundra elterjedése elvileg cirkumpoláris, azaz a sarkvidékek körüli, jellemzően azonban cirkumboreális (az északi sarkvidéket környező).
Az Antarktisz „meleg oázisait” a vulkáni utóműködés melegíti. Ezeken a helyeken gazdag a mohavegetáció. A déli tundra növénytársulásai  kevéssé tanulmányozottak, ezért a továbbiakban csak az északival foglalkozunk.
Az északi tundrát dél felé az ugyancsak cirkumboreális elterjedésű tajga öv (északi erdők öve) váltja fel. A két nagy biom átmeneti zónája az erdős tundra.

## Talajai
Az állandó sarki jég alatt nem alakul ki valódi talaj, csak egy fagytörmelék-zóna.
A szubpoláris övre a fagymintás talajok jellemzőek. Ezekben a talajszerű  alkotók különböző (gyűrűs, illetve kőzethálózatos) talajszerű  formákba rendeződnek: a lejtőkön az agyagos anyag girlandos formába, köves térszínen kőzetbarázdákba.
A tundrán a szilikátos kőzeteken egyszerű, kőzethatású (litomorf) úgynevezett ranker talajok fejlődnek ki. A legmelegebb hónap 0°C-os izotermájától távolodva a   szerves anyagok felhalmozódása már valódi talajok kialakulását is lehetővé teszi.  Ezek fő jellemzője a glejesedés. Típusai:
- glejes tundratalaj,
- tőzeges-glejes tundratalaj,
- réti jellegű tundratalaj,
- podzolos-glejes tundratalaj (Keveiné).

## Az északi tundra felosztása, növénytársulásai
A tajga övtől észak felé haladva:
- Az erdős tundra átmeneti jellegű növénytársulás, amit alacsony, illetve törpe fák és cserjék uralnak. A hideg és a kevés csapadék miatt zárt erdővegetáció már nem tud kialakulni. Az erdőfoltok fái úgy letörpülnek, mint a magashegyekben az erdőhatáron, itt azonban az erőhatár vonala nem jelölhető ki (Keveiné), az átmeneti sávban a tajga és a tundra átmenete foltosan fokozatos. A táj képe az erdős pusztára emlékeztet, de itt száraz puszta helyett nedves, a lápokra emlékeztető talajú tundra váltakozik a ligetes erdőfoltokkal. A fák azért maradnak satnyák, mert hideg miatt (az év nagy részében fagyott talajból) nem tudnak elegendő vizet fölvenni (Mecseki).
- A törpebokros–cserjés tundrát előbbitől a poláris fahatár választja el.
- A tőzeghalmos tundra jellemzői a 3–4 m magas tőzeghalmok,
- A mohos tundra ott alakul ki, ahol a lágyszárú virágos növények már nem élnek meg.

- A zuzmós tundrán már a félcserjék és a mohák sem maradnak meg. Ez a vegetációzóna különösen fajszegény.

Intrazonálisan, domborzati hatásra alakul ki a szélsőségesen rövid vegetációs periódusú hegyi tundra — ez foltosan a tundra övön kívül, tehát extrazonális helyzetben is rendszeresen feltűnik.

## Környezeti tényezők az északi tundrán
A levegő hőmérséklete sosem emelkedik +10 °C fölé; télen többnyire -30/-40 °C. A sarki nyár idején csak az átfagyott talaj felszíne enged fel, és állandóan jeges szél fúj.
Az örök fagyra jellemzőek a talaj felső rétegének ismételt átfagyása és felengedése, az szoliflukció okozta jelenségek (pl. sárfolyás). A különböző okokból mozgó talajon a növényzet sokkal nehezebben telepszik és marad meg.

## Az északi tundra élővilága
Annak ellenére, hogy a tundra nagy területet borít, növény- és állatvilága fajszegény, a biodiverzitás csekély. 

### Növényzete
A tundravegetációra a zuzmók, a mohák és a félcserjék jellemzőek.
A lápok közül jellemzőek a palsalápok, amelyek több méter magasra kidomborodó részének belsejében jéglencse található.
Növényzete mohákból, zuzmókból, alacsony virágos növényekből áll, kevés fája törpe növésű.  Helyenként mocsaras is lehet.
- A törpebokros–cserjés tundra karakterfajai főleg törpe nyír- és fűzfajok (Salix herbacea, Vaccinium-fajok, Dryas octopetala, Ledium palustre, Empetrum). A bokrok alatt a felszínt moha- és zuzmófoltok borítják. Jellemző félcserjéi:

- -     - a recés levelű fűz,
    - a törpe nyír,
    - a hamvas áfonya (Mecseki)

Fűnemű növényzete a havasi gyepekkel analóg.
A mohos tundra
- - jellegzetes félcserjéi:

- -     - a tőzegmohalápokban élő tőzegáfonya (Vaccinium oxycoccos),

- -     - a tundrai szeder (Rubus spp.).

  - gyepéne karakterfaja a
    - hüvelyes gyapjúsás (Eriophorum vaginatum), amelynek érő termései fehér pamacsok végeláthatatlan millióival díszítik a tájat.

- A mohos tundra
  - jellegzetes mohái:
    - a lombosmohák közül a Tomenthypnum nitens,
    - a tőzegmohák közül a barna tőzegmoha (Sphagnum fuscum). Északabbra már csak virágtalan növények borítják a talajt (mohos és zuzmós tundra.) A zuzmós tundra a rénszarvasok legelőterülete (Cladonia rangiferina, Cladonia alpestris, Centraria nivalis stb.).
- A zuzmós tundra különösen fajszegény. A zuzmók közül tömeges:
  -     - a rénszarvaszuzmó (Cladonia rangiferina) és
    - az izlandi zuzmó (Lichen islandicus).

Ezek a zuzmók a száraz helyeken, homokos és köves talajon bukkannak elő, és válnak a rénszarvasok fő táplálékává (az állatok még a hó alól is kikaparják őket).

### Állatvilága
A rövid nyáron sok állat fordul meg itt, így rovarok, madarak:
- sirályok,

- vöcsökfélék,

- sarki csér,

- récefélék:

- - jegesréce

- - nagy lilik

- - vörösnyakú lúd

- hósármány,

- sarkantyús sármány és
- sarki hófajd (Lagopus lagopus);
- a ragadozó madarak közül:
- a gatyásölyv és

- a hóbagoly.

A gyíkok, rágcsálók (pl. lemmingek) és nagy testű emlősök többsége télire visszahúzódik a tajgába vagy távolibb, melegebb vidékre. A tundrán élő állatok fejlődési időszaka rokonaikénál hosszabb. A tengerparti területeken az élővilág gazdagabb, mint a partoktól távolabb.
A nagyobb emlősök közül jellemző a sarki nyúl, sarki róka, sarki farkas, a rénszarvas (amit Amerikában tarándszarvasnak hívnak), a jegesmedve (csak a Jeges-tenger közelében); Észak-Amerika partvidékén, Grönlandon és több szigeten, szigetcsoporton még a pézsmatulok is.

## Képek

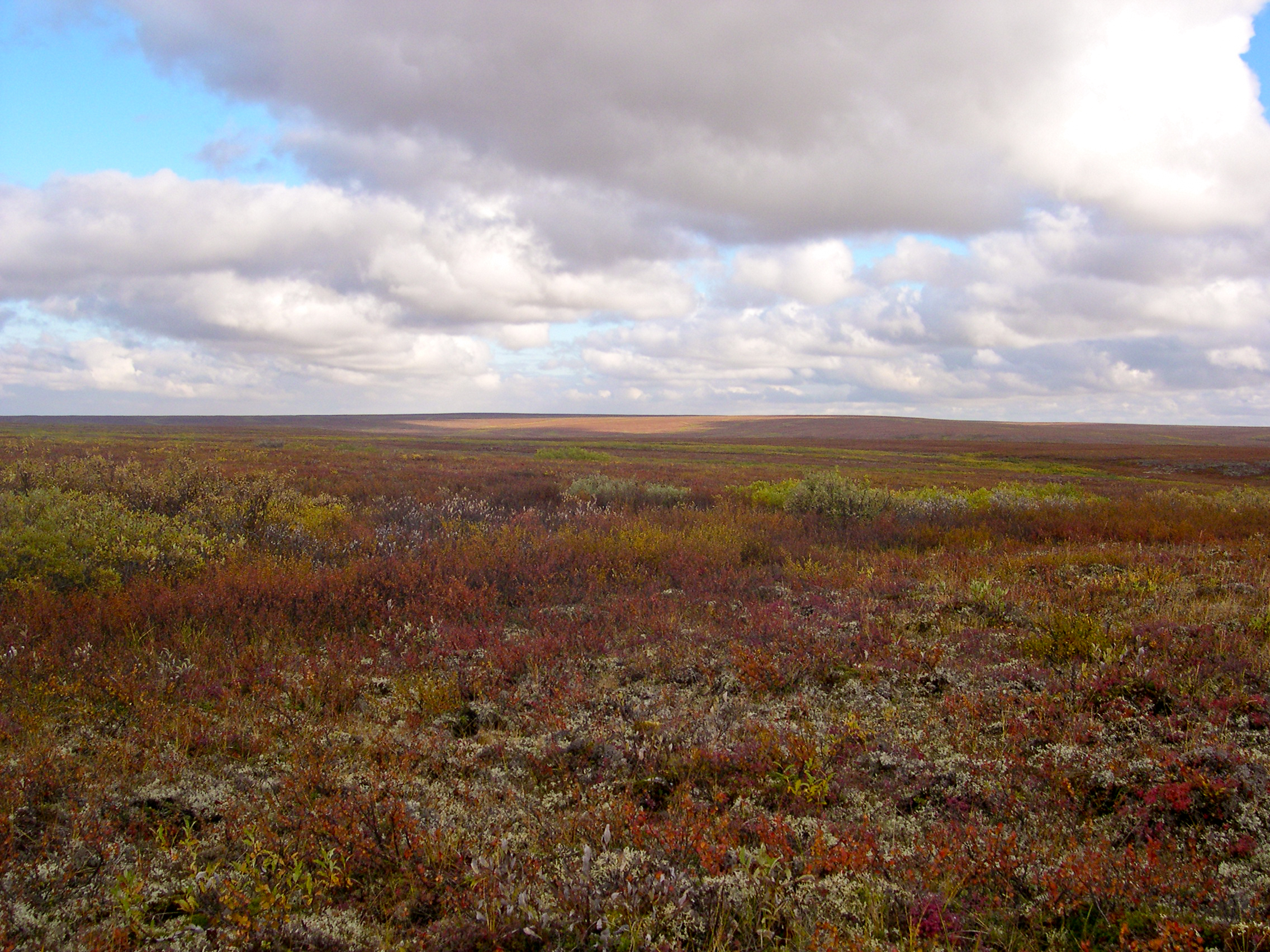
Bolshezemlskaja tundra, Oroszország
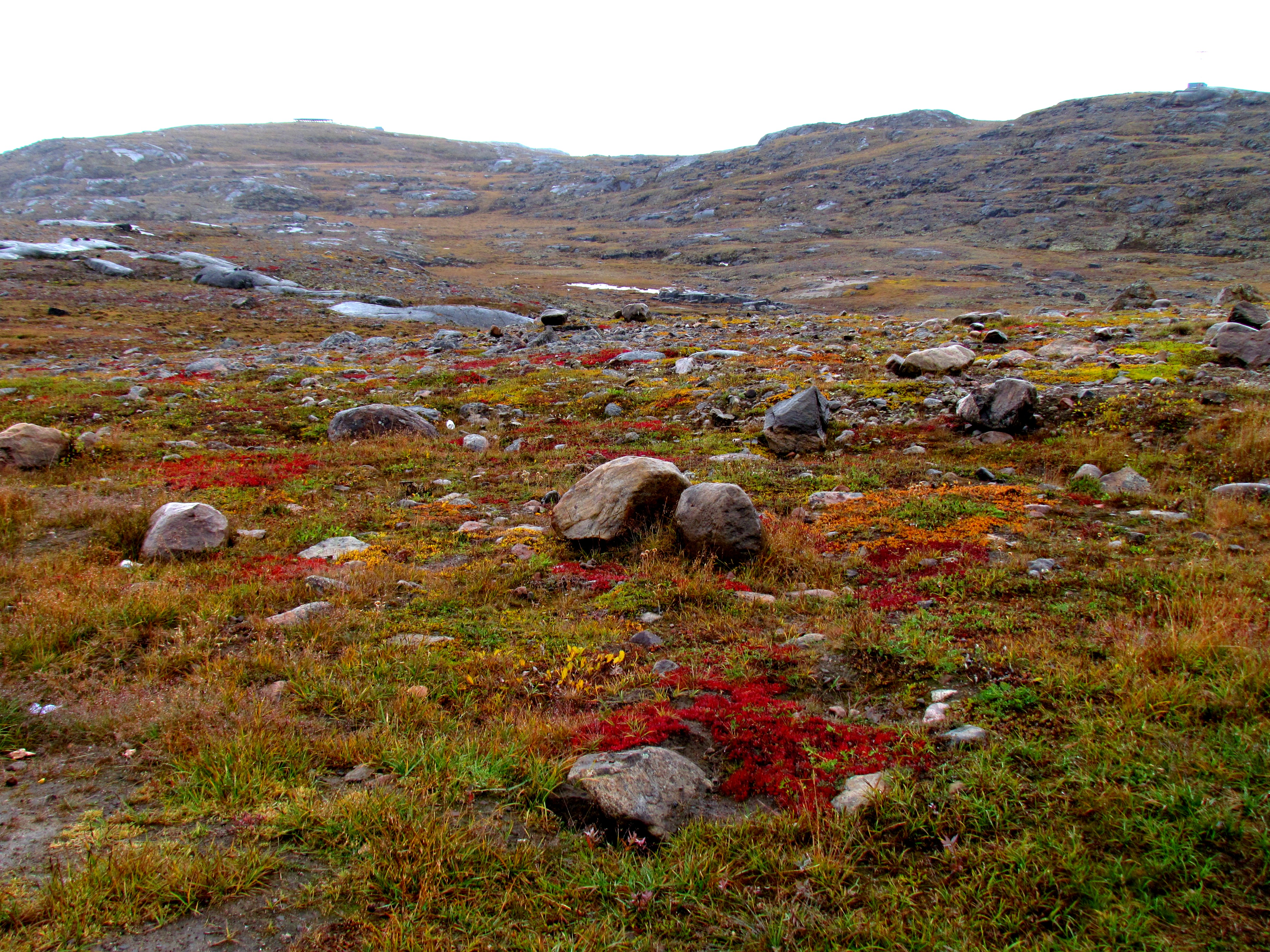
Nunavut tundra, Kanada
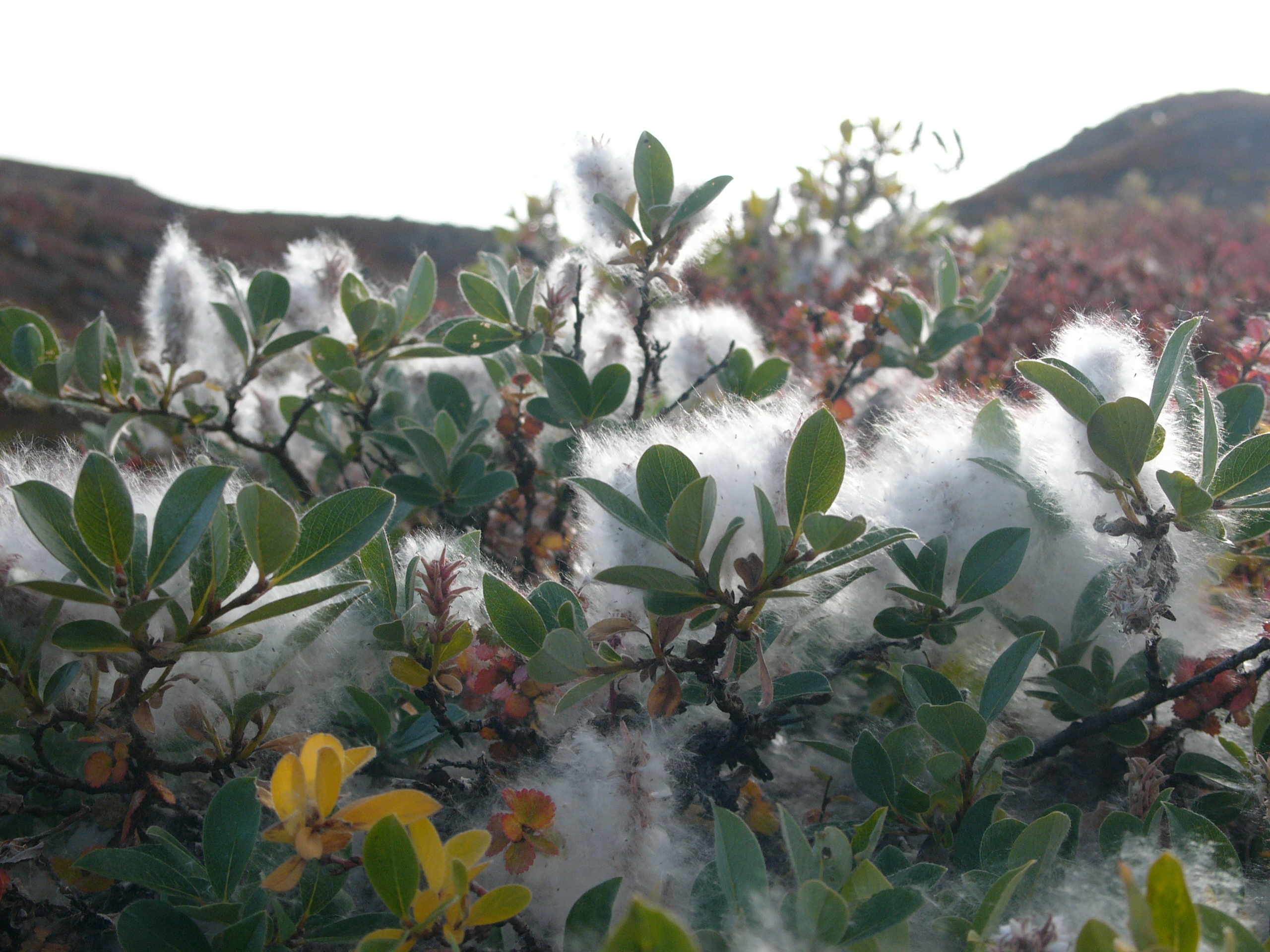
Salix glauca Grönland keleti részén
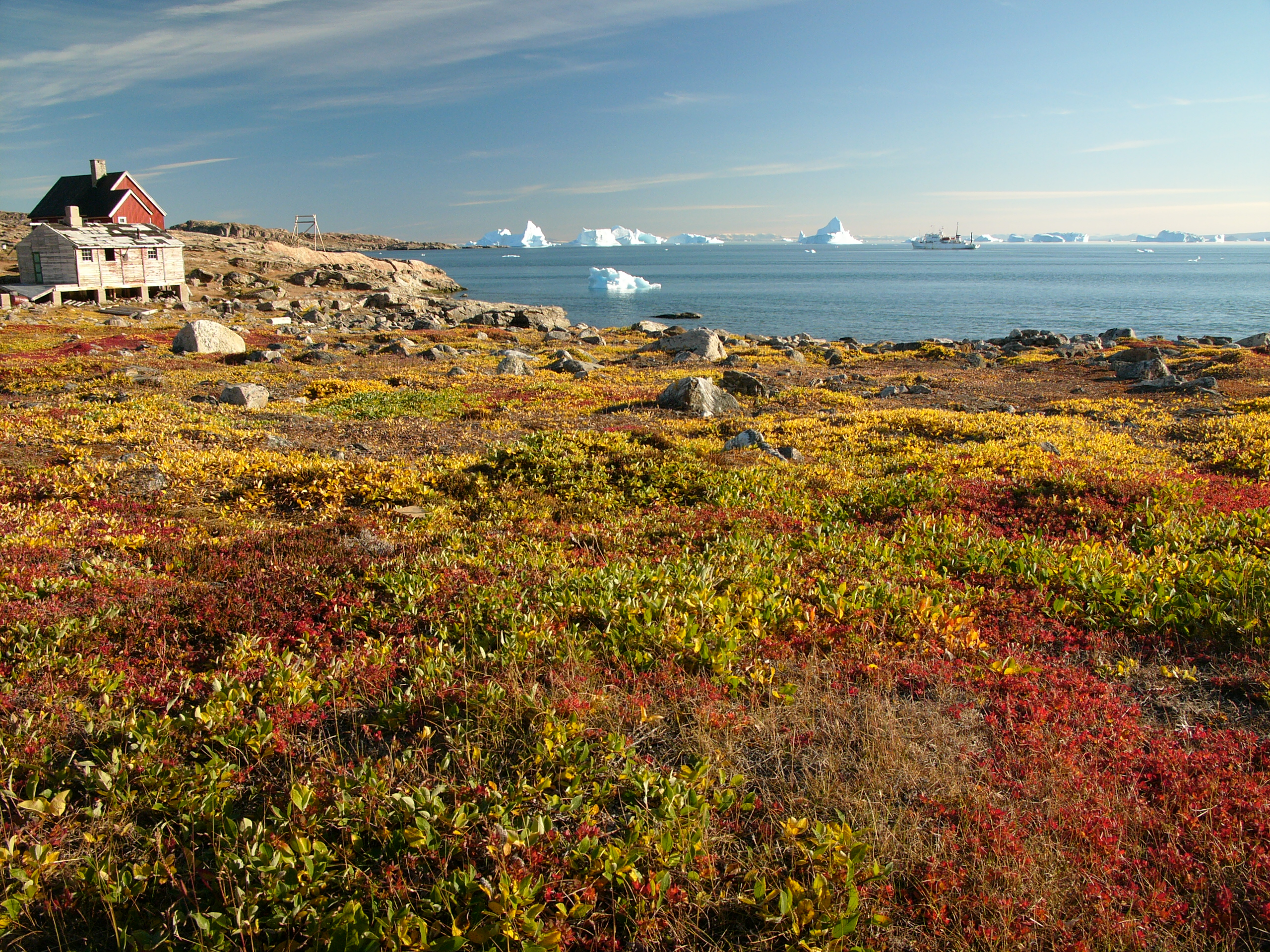
Nagyrészt Salix glauca-ból álló tundravegetáció Grönland keleti részén
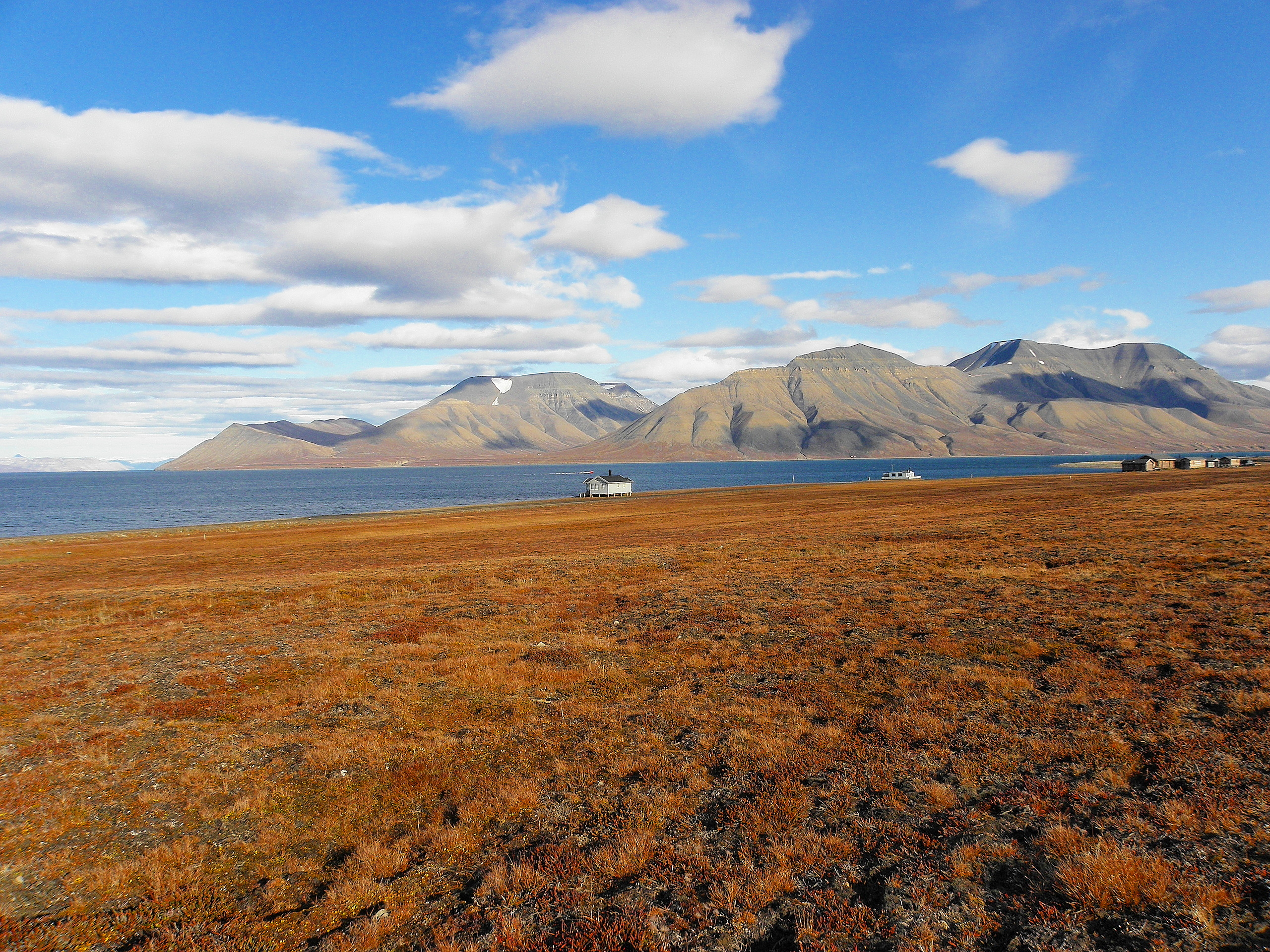
Norvég tundra
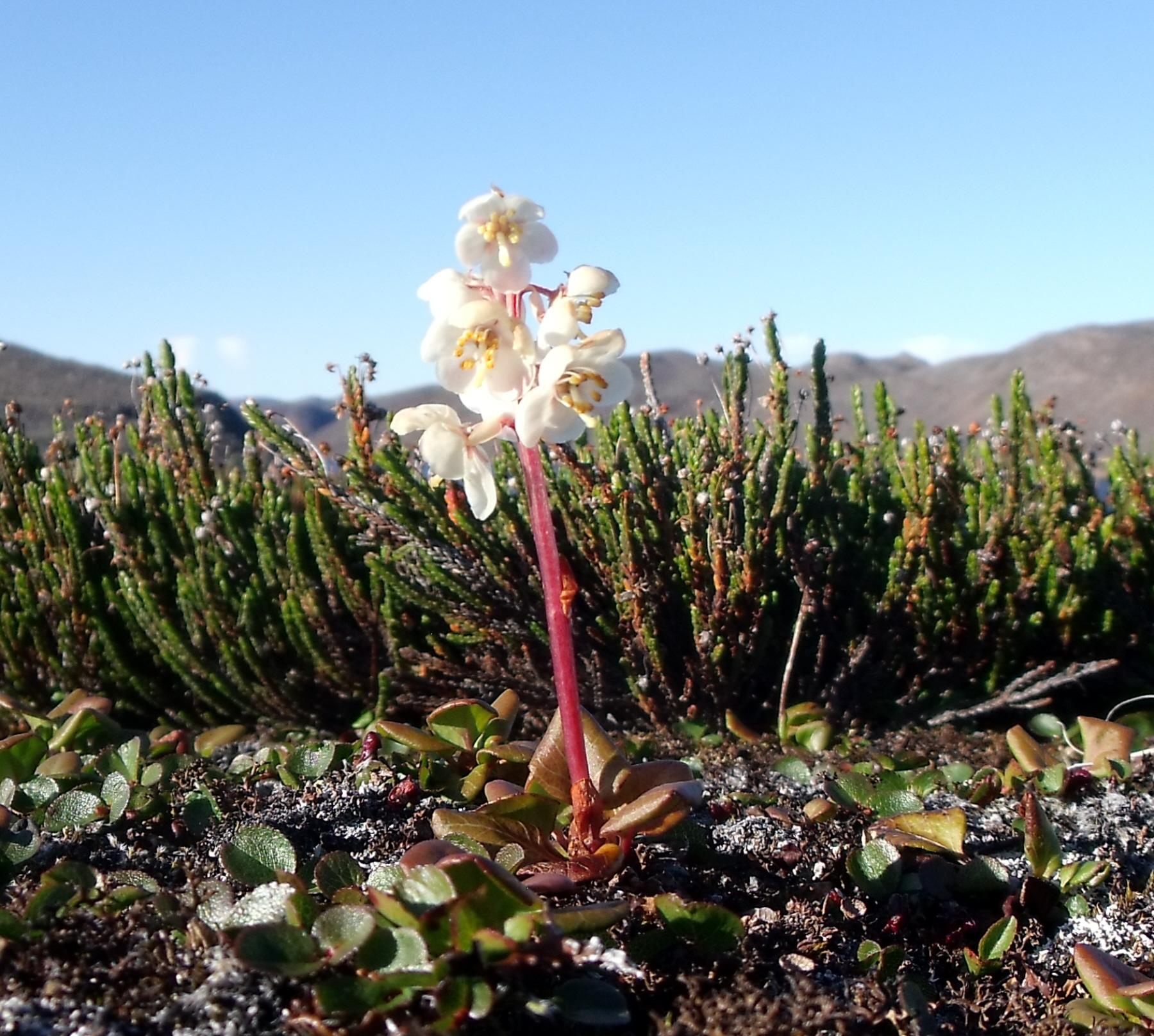
Virágos növények a tundraövezetben, Baffin-sziget, Kanada
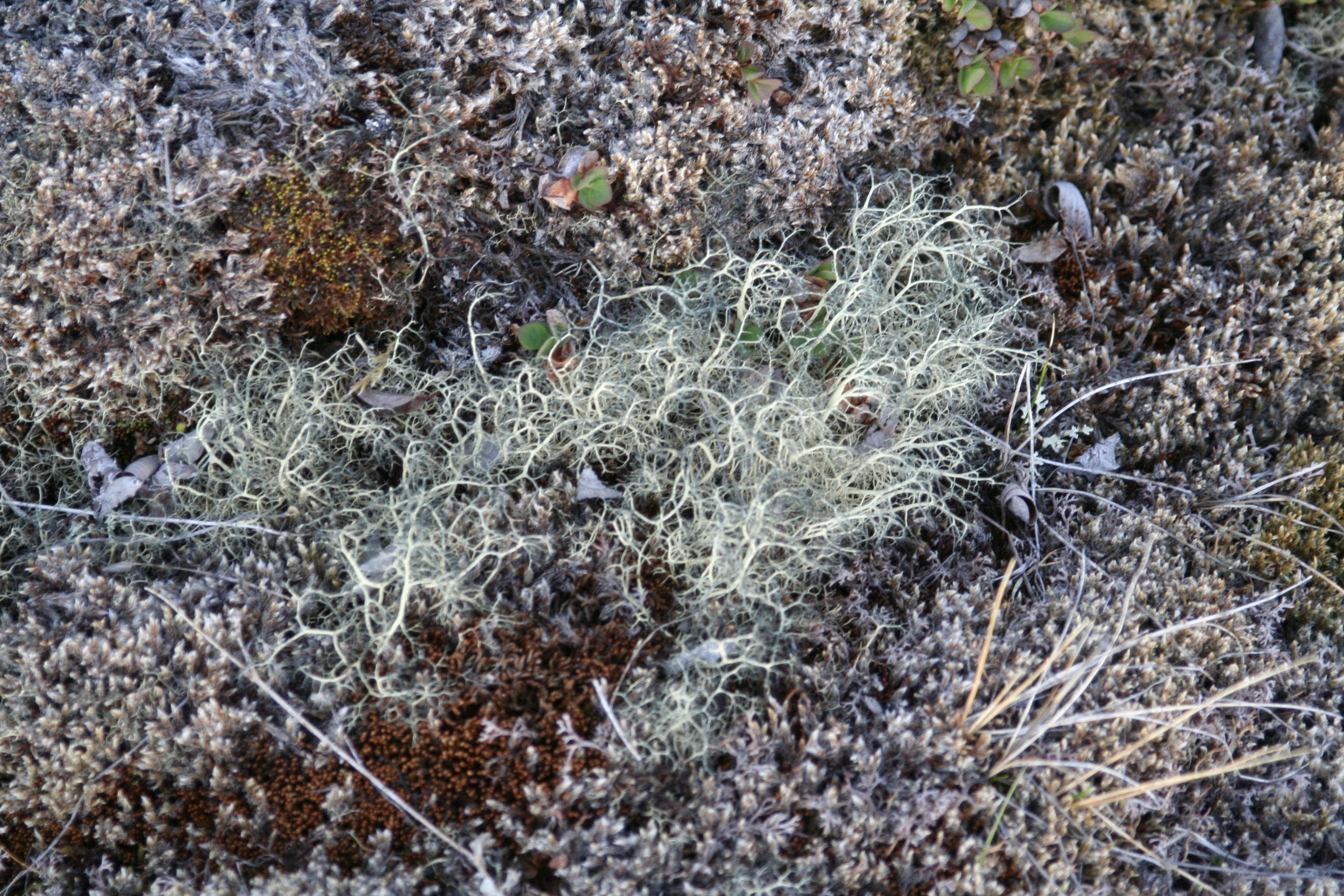
Zuzmók tundraövezetben
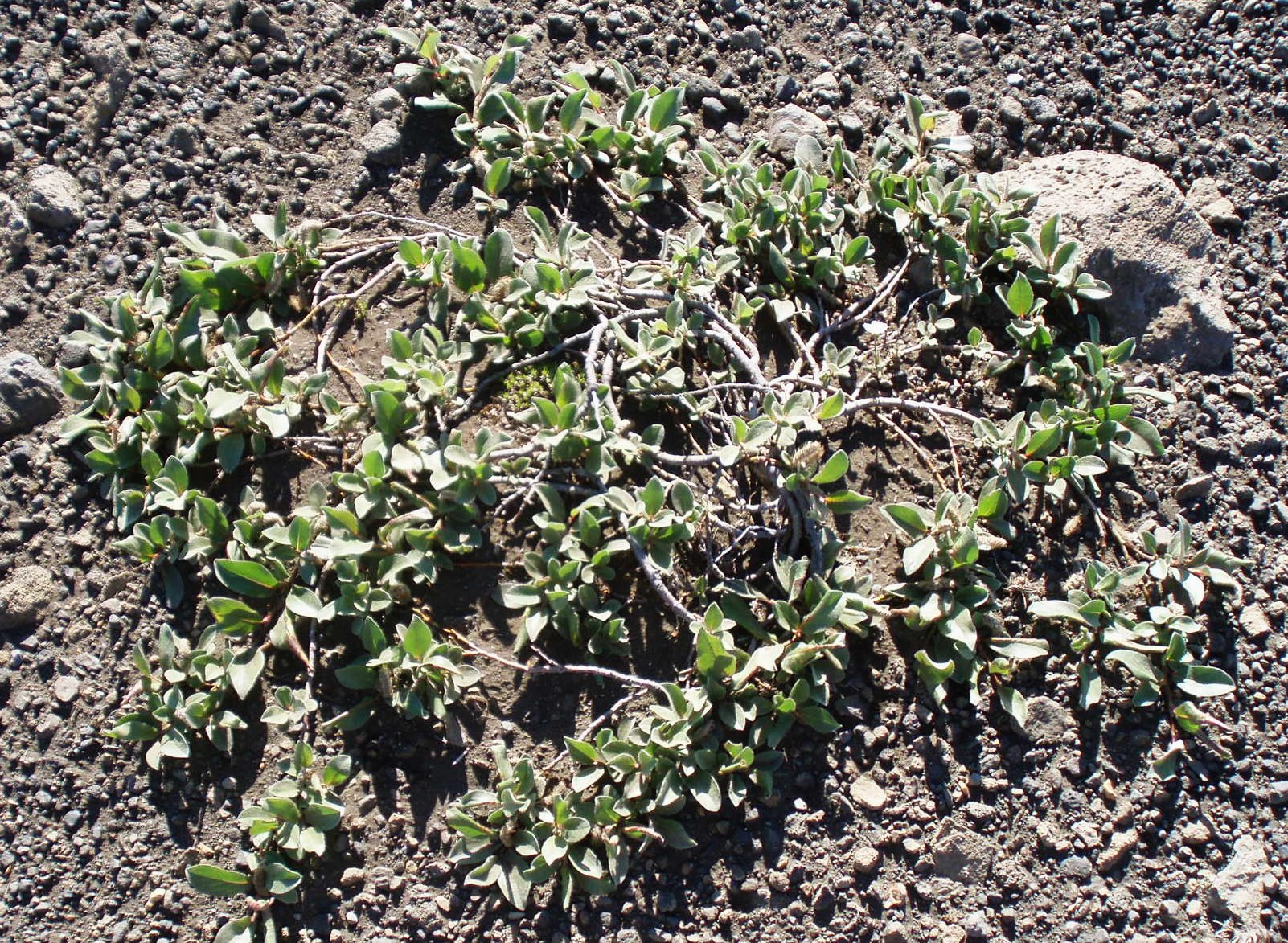
A Salix spec gyepes termetű
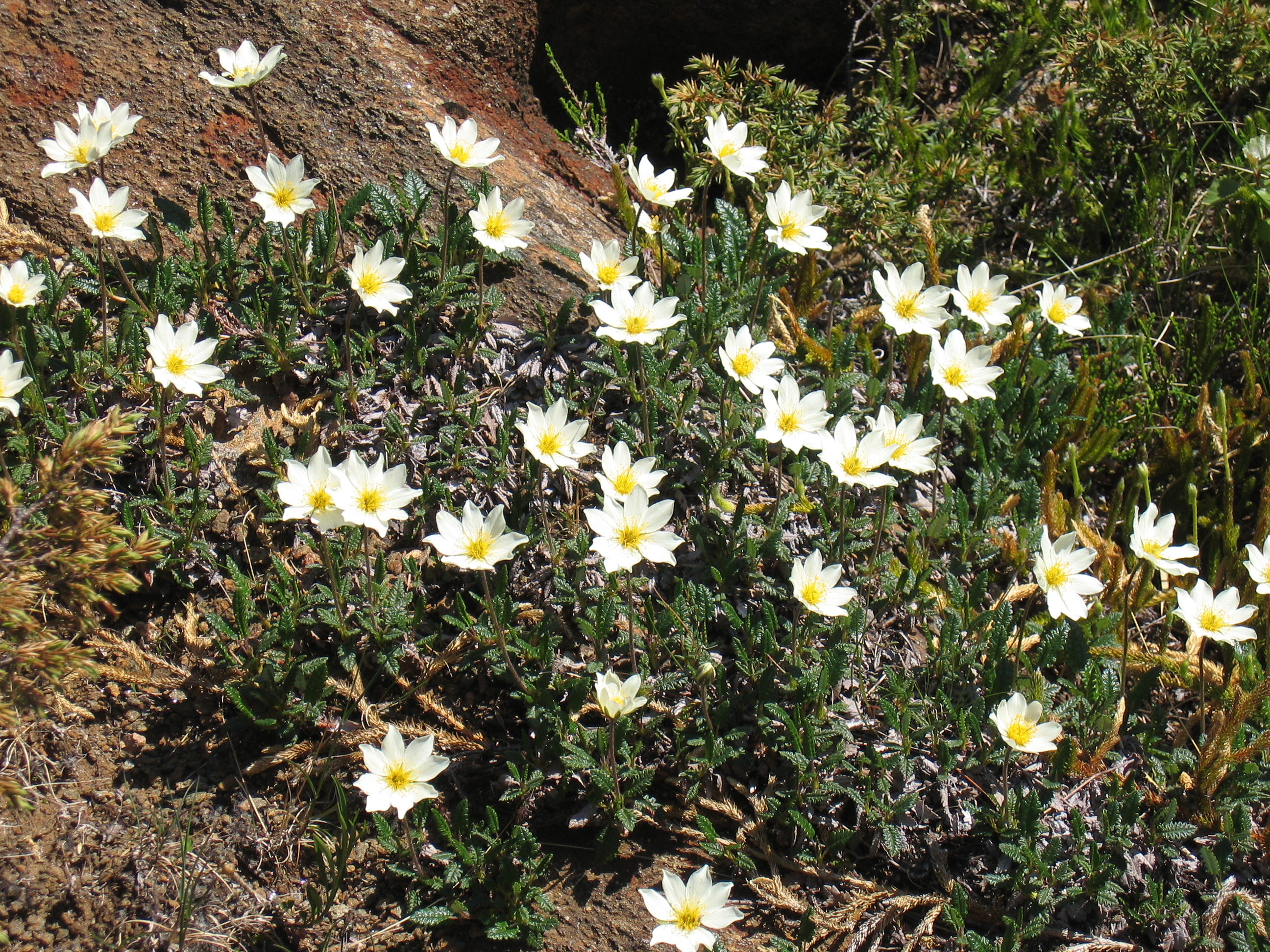
Dryas octopetala azaz havasi magcsákó